# Prezident Gruzie
Prezident Gruzie (gruzínsky: საქართველოს პრეზიდენტი, přepis: sakartvelos p'rezident'i) je ceremoniální hlavou státu Gruzie a zároveň vrchním velitelem obranných sil. Ústava definuje prezidentský úřad jako „garanta jednoty země a národní nezávislosti“.
Prezident je převážně symbolickou postavou, podobně jako v mnoha parlamentních demokraciích. Výkonná moc je svěřena vládě a premiérovi. Úřad prezidenta byl poprvé zaveden Nejvyšší radou Gruzínské republiky dne 14. dubna 1991, pět dní po vyhlášení nezávislosti Gruzie na Sovětském svazu. Prezident vykonává svůj mandát po dobu pěti let.
Současným prezidentem je Michail Kavelašvili.

## Kvalifikace
Prezidentem Gruzie se může stát jakýkoli občan Gruzie, který má volební právo, dosáhl věku 35 let a žil v Gruzii alespoň 15 let. Úřad však nemůže zastávat občan Gruzie, který je současně občanem jiné země. Prezident Gruzie také nesmí být členem politické strany.

## Prezidentský slib
Před nástupem do úřadu, třetí neděli po dni voleb, nově zvolený prezident Gruzie osloví lid a musí složit následující přísahu:
მე საქართველოს პრეზიდენტი, ღვთისა და ერის წინაშე ვაცხადებ, რომ დავიცავ საქართველოს კონსტიტუციას, ქვეყნის დამოუკიდებლობას, ერთიანობასა და განუყოფლობას, კეთილსინდისიერად აღვასრულებთ პრეზიდენტის მოვალეობას, ვიზრუნებ ჩემი ქვეყნის მოქალაქეთა უსაფრთხოებისა და კეთილდღეობისათვის, ჩემი ხალხის და მამულის აღორძინებისა და ძლევამოსილებისათვის!
„Já, Prezident Gruzie, se před Bohem a mým národem slavnostně zavazuji bránit Ústavu Gruzie a nezávislost, jednotu a nedělitelnost mé země. Povinnosti prezidenta budu vykonávat čestně. Budu bránit blaho a bezpečnost mého lidu, a budu se starat o obnovení a sílu mého Národa a Vlasti.“